# Silvia Kantor
Silvia Kantor Palant (Buenos Aires, 1953) es una directora, productora, guionista, editora, sonidista y preservadora. Hija de los cineastas argentinos María Esther Palant y Óscar Kantor. Aunque es de nacionalidad argentina, desarrolló una gran parte de su trayectoria en Perú.

## Biografía
Silvia Kantor nació en Buenos Aires, Argentina; desde muy pequeña se interesó en el cine y apoyó a sus padres cineastas en su labor de cineastas. A los 10 años, junto a su padre, realizó trabajos de doblaje de voces en un cortometraje de María Esther Palant y participó como extra en algunos de sus cortometrajes; a los 16, inició en el trabajo de sonido de campo en cortometrajes. Colaboró con sus padres y otros directores en el trabajo de banda de sonido.

## Trayectoria profesional
Cuando emigró a Perú, inició su trabajo profesional en el cine. En 1972, a raíz de la promulgación de la Ley de cine 19327 trabajó profesionalmente en sonido, edición y producción de cortometrajes. Participó como productora ejecutiva en cinco largometrajes, el más conocido de ellos, Juliana, del Grupo Chaski.
Participó en la creación y difusión de los Noticieros culturales junto a la productora cinematográfica Chavin S.R.L., entre ellos el Noticiero Cultural Deportivo Prisma, Noticiero Mujer hoy y Vicus. Desde 1983 a 1990, realizó treinta números del Noticiero cultural cinematográfico Vicus como directora, guionista y editora.
Entre sus trabajos audiovisuales destaca la dirección de los videos de la campaña "Primero los Niños", auspiciada por la Comisión Nacional de Medios de Comunicación Social del Episcopado de la Iglesia Católica, así como la producción del video "Para la Vida", una capacitación en alfabetización para UNICEF. También, dirigió Waru-Waru, recuperando el pasado, un documental sobre la antigua tecnología de riego y cultivo en el altiplano, realizado para CARE-Perú y la Embajada de Holanda.
En 2004, codirigió "El Rosario Humano", un spot publicitario de 30 segundos para el Arzobispado de Lima. Además, en 2008, ocupó el cargo de vicepresidenta de CONACINE, Consejo Nacional de Cinematografía, organismo descentralizado activo entre 1994 y 2011.  Desde 1991, ejerce como docente de Comunicaciones y en diversas universidades, colegios e institutos vinculados a la creación audiovisual.
En el 2021 ganó el Estímulo Económico a la Cultura del Ministerio de Cultura para digitalizar y restaurar la colección de noticieros cinematográficos Noticiero Cultural VICUS. En el 2022, restauró sus cortometrajes Reflejos en el vidrio (1979), Sintonía (1987) y Némesis (1992) gracias al Estímulo para la Cultura. En el 2023, sus proyectos Noticiero Cultural VICUS y Noticiero Mujer hoy fueron beneficiarios del Concurso Nacional de Proyectos de Preservación Audiovisual. Además, la edición 28 del Festival de Cine de Lima PUCP restauró un conjunto de cortometrajes de Kantor y su madre, Maria Esther Palant, bajo el título "Una misma pasión" como homenaje a sus respectivas obras.

## Premios y festivales
| Año  | Festival                                                     | Categoría                 | Rol                   | Película              | Referencia |
| ---- | ------------------------------------------------------------ | ------------------------- | --------------------- | --------------------- | ---------- |
| 1980 | VI Festival de Teleducación: Cine, Radio y Televisión - Perú | Mención Honrosa del CETUC | Directora y guionista | Reflejos en el vidrio | [ 1 ]      |
| 1992 | 1er Festival de Cine y Video Nova                            | Primer Premio             | Directora y guionista | Némesis               | [ 1 ]      |